# Un armadio per due
Un armadio per due è stato un programma televisivo italiano di genere contenitore e talk show, andato in onda su La5 dal 15 marzo al 13 aprile 2023 con la conduzione di Veronica Ruggeri, affiancata dalle coach Carla Gozzi e Soleil Sorge e dalle giudici Giorgia Palmas ed Elena Barolo.

## Il programma
Il programma, condotto da Veronica Ruggeri, si occupa di moda e stile di vita. I concorrenti prima dovranno seguire i consigli delle coach Carla Gozzi e Soleil Sorge per poi essere giudicati dalle giudici Giorgia Palmas ed Elena Barolo.

## Edizioni
| Edizione | Anno | Conduzione       | Periodo       | Periodo        | Puntate | Cast        | Cast         | Cast           | Cast         |
| Edizione | Anno | Conduzione       | Inizio        | Fine           | Puntate | Coach       | Coach        | Giuria         | Giuria       |
| -------- | ---- | ---------------- | ------------- | -------------- | ------- | ----------- | ------------ | -------------- | ------------ |
| 1ª       | 2023 | Veronica Ruggeri | 15 marzo 2023 | 13 aprile 2023 | 6       | Carla Gozzi | Soleil Sorge | Giorgia Palmas | Elena Barolo |

## Puntate

### Prima e unica edizione (2023)
La prima e unica edizione di Un armadio per due è andata in onda in seconda serata su La5 dal 15 marzo al 13 aprile 2023 per sei puntate con la conduzione di Veronica Ruggeri, affiancata dalle coach Carla Gozzi e Soleil Sorge e dalle giudici Giorgia Palmas ed Elena Barolo.
| Puntata | Messa in onda  | Concorrenti | Concorrenti |
| ------- | -------------- | ----------- | ----------- |
| 1       | 15 marzo 2023  | Alba        | Martina     |
| 2       | 22 marzo 2023  | Francesco   | Vincenzo    |
| 3       | 29 marzo 2023  | Anna        | Benedetta   |
| 4       | 5 aprile 2023  | Andrea      | Emanuela    |
| 5       | 12 aprile 2023 | Federica    | Valentina   |
| 6       | 13 aprile 2023 | Denise      | Silvia      |

## Programmazione
| Edizione | Rete televisiva | Anno | Stagione          | Orario      | Programmazione | Programmazione | Programmazione | Programmazione | Programmazione | Programmazione | Programmazione | Collocazione   |
| Edizione | Rete televisiva | Anno | Stagione          | Orario      | L              | M              | M              | G              | V              | S              | D              | Collocazione   |
| -------- | --------------- | ---- | ----------------- | ----------- | -------------- | -------------- | -------------- | -------------- | -------------- | -------------- | -------------- | -------------- |
| 1ª       | La5             | 2023 | inverno-primavera | 23:15-23:55 |                |                |                |                |                |                |                | Seconda serata |